# Friedrich Traugott Georgi
Friedrich Traugott Georgi (* 24. Juli 1783 in Schwarzenberg/Erzgeb.; † 3. März 1838 in Leipzig) war ein deutscher Genre-, Landschafts-,  Porträtmaler und Radierer.

## Leben und Wirken

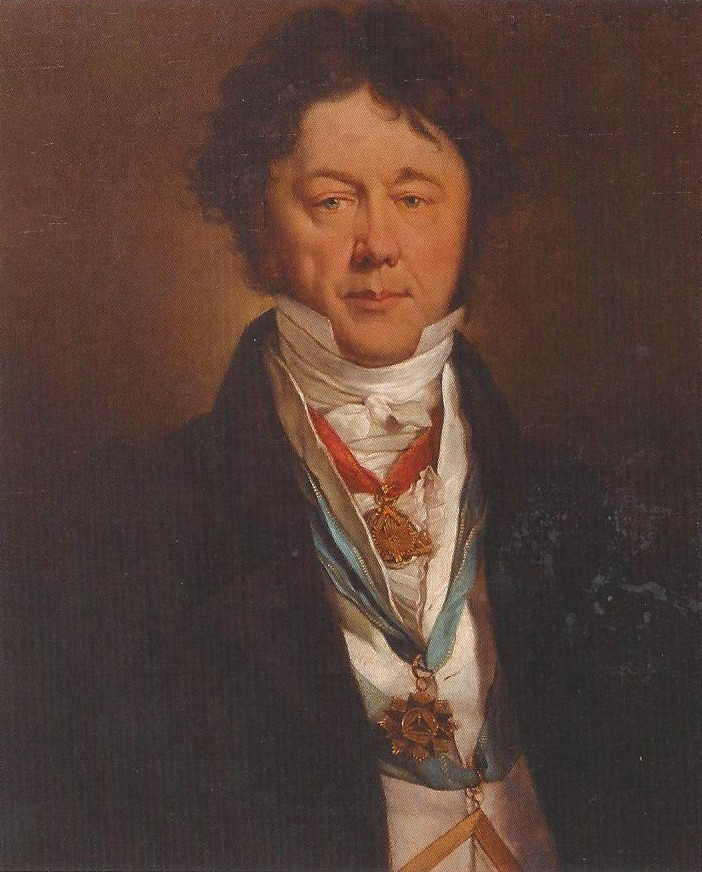
Porträt von Ernst Friedrich Germar, gemalt von Friedrich Traugott Georgi

Nach dem Schulbesuch in Schwarzenberg erhielt er seine künstlerische Ausbildung an der Kunstakademie in Dresden bei Johann Eleazar Schenau. Danach arbeitete er einige Jahre als Porträtmaler in seiner Heimatstadt. Nachdem dort der Markt mit Gemälden gesättigt war, zog er 1815/16 in die Messestadt Leipzig. Dort wurde er einer der gefragtesten Genre- und Porträtmaler des Bürgertums und war auch als Radierer tätig. Bekanntheit erlangte er auch durch seine Altarbilder in Machern (1831) und Roßwein.
Sein Sohn Friedrich Otto Georgi (* 2. Februar 1819 in Leipzig; † 7. Dezember 1874 in Dresden) trat als Maler in die Fußstapfen seines Vaters.